# Limnephilus thorus
Limnephilus thorus là một loài Trichoptera trong họ Limnephilidae. Chúng phân bố ở miền Tân bắc.